# Răcăciuni
Răcăciuni is een Roemeense gemeente in het district Bacău.
Răcăciuni telt 8307 inwoners.